# Тіку-Колоніє
Тіку-Колоніє (рум. Ticu-Colonie) — село у повіті Клуж в Румунії. Входить до складу комуни Агірешу.
Село розташоване на відстані 354 км на північний захід від Бухареста, 31 км на північний захід від Клуж-Напоки.

## Населення
За даними перепису населення 2002 року у селі проживали 195 осіб.
Національний склад населення села:
| Національність | Кількість осіб | Відсоток |
| -------------- | -------------- | -------- |
| румуни         | 163            | 83,6%    |
| угорці         | 17             | 8,7%     |
| цигани         | 15             | 7,7%     |

Рідною мовою назвали:
| Мова      | Кількість осіб | Відсоток |
| --------- | -------------- | -------- |
| румунська | 173            | 88,7%    |
| угорська  | 13             | 6,7%     |
| циганська | 9              | 4,6%     |